# Cratere Dryden
Dryden è un cratere lunare di 54,45 km situato nella parte sud-orientale della faccia nascosta della Luna.
Il cratere è dedicato al fisico statunitense Hugh Latimer Dryden.

## Crateri correlati
Alcuni crateri minori situati in prossimità di Dryden sono convenzionalmente identificati, sulle mappe lunari, attraverso una lettera associata al nome.
| Dryden | Coordinate             | Diametro (in km) |
| ------ | ---------------------- | ---------------- |
| S      | 33°58′12″S 158°59′24″W | 34,48            |
| T      | 32°57′00″S 158°49′48″W | 34,8             |
| W      | 31°33′00″S 158°34′48″W | 19,12            |